# L'Ombre du Mont-Saint-Michel
Pour plus de détails, voir Fiche technique et Distribution.
L'Ombre du Mont-Saint-Michel est un téléfilm thriller dramatique français réalisé par Klaus Biedermann, diffusé en 2010.

## Synopsis
À la suite de la mort de leur mère, tombée accidentellement dans l'escalier de sa maison, Elisa et Audrey Parreaux accomplissent les dernières volontés de celle-ci : Elisa devient tutrice d'Audrey, de 16 ans plus jeune qu'elle, et les cendres de la mère sont dispersées depuis le sommet du mont Saint-Michel. Le déplacement vers ce lieu est l'occasion pour Elisa de renouer avec son passé : depuis la naissance de sa jeune sœur, elle n'était jamais revenue au Mont où elle a vécu toute sa jeunesse. 
La mort de leur mère est-elle réellement accidentelle ? Audrey se revoit plusieurs fois en songe en train de la pousser dans l'escalier. Parallèlement, elle se persuade d'être la fille de Dominique Vernon, le maire du Mont, qui ne l'aurait jamais reconnue et l'aurait abandonnée à sa mère. Décidée à se venger, elle se lie d'amitié avec Laure, la fille de Vernon. Cette liaison va bientôt tourner au drame.

## Fiche technique
- Titre original : L'Ombre du Mont-Saint-Michel
- Titre international : The Shadow of Mont-Saint-Michel[1]
- Réalisation : Klaus Biedermann
- Scénario : Kristel Mudry et Sébastien Vitoux
- Décors : Pascal Aubin
- Costumes : Valérie Cabeli[2]
- Photographie : Philippe Lenouvel
- Son : Stéphane Kah[2]
- Montage : Emmanuel Douce
- Musique : Maïdi Roth
- Production : Frédéric Fourgeaud
- Sociétés de production : TF1 Production ; Télévision Suisse-Romande (coproduction)
- Pays d'origine : France
- Langue originale : français
- Format : couleur
- Genre : thriller dramatique
- Durée : 96 minutes
- Dates de diffusion :
  -  Suisse romande : 11 septembre 2010 sur TSR
  -  France : 19 décembre 2012 sur HD1

## Distribution
- Claire Borotra : Elisa Parreaux
- Serge Hazanavicius : Yann Dole
- Thomas Jouannet : Romain Fresnoy
- Christophe Malavoy : Dominique Vernon
- Pénélope-Rose Lévèque : Audrey Parreaux
- Elsa Motin : Fabienne
- Charlène François : Laure Vernon
- Catherine Davenier : Agnès Parreaux
- Smaïl Mekki : l'adjudant Laïd
- Fred Saurel : Frère Jude
- François Hautesserre : l'adjoint gendarmerie
- Gilles Bataille : le juge
- Eric Grandin : le médecin urgentiste

## Production

### Tournage
Le réalisateur Klaus Biedermann et l'équipe de TF1 Production tournent entre le 8 mars et 2 avril 2010 au Mont-Saint-Michel et sa région Normandie,.